# فرانس مان
فرانس مان (هلندی: Frans Mahn؛ ۲۴ ژوئن ۱۹۳۳ – ۲۶ مارس ۱۹۹۵) ورزشکار دوچرخه‌سواری پیست اهل هلند بود.
وی در مسابقات کشوری و بین‌المللی در مجموع برندهٔ ۱ مدال طلا شده‌است.